# Ibn al-Qalanisi
Pour l’article homonyme, voir Abul 'Abbâs Al Qalânisî.
Hamza ibn Asad abu Ya'la ibn al-Qalanisi, parfois orthographié Ibn al-Qalanissi, est un chroniqueur et homme politique arabe damascène né en 1073, mort le 18 mars 1160. Issu d'une importante famille (les banu Tamim), il fait des études (théologie, littérature, droit) et exerce un poste important dans la ville de Damas comme Raïs. Il est connu comme poète, mais le seul manuscrit qui nous soit parvenu est une chronique, la Continuation de la chronique de Damas (Dhail ou Mudhayyal Ta'rikh Dimashq), qui concerne les années 1056-1160. Elle reprend la chronique de Hilal bin al-Muhassin al-Sabi, mort en 1056 et est une importante source sur le règne du sultan Nûr al-Din, dont il est l'un des propagandistes. 

## Sources
- The Damascus Chronicle of the Crusades : Extracted and Translated from the Chronicle of Ibn Al-Qalanisi, par Abū Yaʻlá Hamzah ibn Asad Ibn al-Qalānisī, H. A. R. Gibb Publié par Courier Dover Publications, 2003  (ISBN 0486425193 et 9780486425191)
- Encyclopedia of Arabic literature, par Julie Scott Meisami, Paul Starkey